# Bahnstrecke Little Falls–Irondale
| Streckenlänge: | 22,5 km              |                                     |                                     |
| Spurweite: | 1435 mm (Normalspur) |                                     |                                     |
| |                      |                                     |                                     |
| \| \| \| Little Falls Schenectady–Syracuse \| \| \| \| \| Crum Creek \| \| \| \| 7,1 \| Ingham Mills \| Ingham Mills \| \| \| \| Ransom Creek \| \| \| \| 15,9 \| Dolgeville \| Dolgeville \| \| \| 19,7 \| Salisbury Center \| Salisbury Center \| \| \| \| Waldbahn der Jerseyfield Lumber Co. \| \| \| \| 22,5 \| Irondale \| Irondale \| |                      |                                     |                                     |
| Abzweig ehemals geradeaus und nach rechts |                      | Little Falls Schenectady–Syracuse   | Little Falls Schenectady–Syracuse   |
| Brücke über Wasserlauf (Strecke außer Betrieb) |                      | Crum Creek                          | Crum Creek                          |
| Bahnhof (Strecke außer Betrieb) | 7,1                  | Ingham Mills                        | Ingham Mills                        |
| Brücke über Wasserlauf (Strecke außer Betrieb) |                      | Ransom Creek                        | Ransom Creek                        |
| Bahnhof (Strecke außer Betrieb) | 15,9                 | Dolgeville                          | Dolgeville                          |
| Bahnhof (Strecke außer Betrieb) | 19,7                 | Salisbury Center                    | Salisbury Center                    |
| Abzweig geradeaus, nach links und von links (Strecke außer Betrieb) |                      | Waldbahn der Jerseyfield Lumber Co. | Waldbahn der Jerseyfield Lumber Co. |
| Kopfbahnhof Streckenende (Strecke außer Betrieb) | 22,5                 | Irondale                            | Irondale                            |

Die Bahnstrecke Little Falls–Irondale im Bundesstaat New York verband die Orte Dolgeville und Salisbury mit Little Falls und der Hauptstrecke der New York Central Railroad von New York City nach Buffalo.

## Geschichte
Ab Mitte der 1830er Jahre gab es mehrere Versuche den Ort Brockett's Bridge (später Dolgeville) an das Eisenbahnnetz anzuschließen. Die 1834 gegründete Manheim and Salisbury Railroad (später Mohawk and St. Lawrence Rail Road & Navigation) verwirklichte ihre Ziele ebenso wenig wie die 1882 gegründete Little Falls, Dolgeville and Piseco Lake Railroad. Auch der Plan einer Bahnstrecke von Saratoga nach Utica über Gloversville und Dolgeville wurde nicht umgesetzt.
Der Unternehmer Alfred Dolge sah jedoch die Notwendigkeit für eine Eisenbahn nach Dolgeville, um die Wirtschaft des Ortes zu erhalten und zu verbessern. Auf seiner Initiative hin und mit Unterstützung von New Yorker Banken wurde am 2. Februar 1891 die Little Falls and Dolgeville Railroad gegründet.
Am 14. Dezember 1893 wurde die Bahnstrecke fertiggestellt. Statt der geplanten 250.000 Dollar kostete der Bau 575.000 Dollar. Am 1. Januar 1894 wurde der Betrieb aufgenommen.
Am 31. Mai 1899 musste die Gesellschaft Konkurs anmelden und wurde am 24. Dezember 1902 unter gleichem Namen neu gegründet. In der Folgezeit erwarb die New York Central and Hudson River Railroad die Mehrheit der Aktien und konnte am 24. Juli 1906 die Kontrolle über die Gesellschaft erringen.
Um die Eisenerzgrube in Irondale bei Salisbury zu erschließen wurde 1907 die Dolgeville and Salisbury Railway gegründet. Im April 1908 wurde der Betrieb auf der Strecke aufgenommen. Die Betriebsführung oblag der Little Falls and Dolgeville Railroad.
Am 16. April 1913 wurde die Little Falls and Dolgeville Railroad und am 15. Januar 1917 die Dolgeville and Salisbury Railway in die New York Central Railroad integriert. Die Strecke wurde fortan als Dolgeville Branch bezeichnet.
1925 wurde der Personenverkehr zwischen Dolgeville und Salisbury Center eingestellt. Am 30. April 1933 fuhr der letzte Personenzug zwischen Little Falls und Dolgeville. Nachdem 1945 eine Papierfabrik ihr Werk in Salisbury schloss, wurde auch der Güterverkehr zwischen Dolgeville und Salisbury Center eingestellt.
Der letzte Zug auf der Strecke fuhr schließlich am 10. Juli 1964.

## Streckenverlauf
Die Bahnstrecke der Little Falls and Dolgeville Railroad begann im Bahnhof der Stadt Little Falls an der viergleisig ausgebauten Hauptstrecke der New York Central Railroad. Unmittelbar nach dem Bahnhof beginnt eine größere Steigung auf der linken Seite des Engtales des Mohawk Rivers. Am Ortsausgang verläuft die Strecke über eine gemauerte Aufschüttung. Unterhalb dieser Aufschüttung befand sich die „Gulf Curve“ der NYC-Strecke. Hier kam es am 19. April 1940 auf Grund überhöhter Geschwindigkeit zu einem Unfall mit mehreren Toten. Der Zug prallte dabei gegen die Aufschüttung.
Nach einem Felsdurchbruch am Ende des Engtales schwenkte die Strecke leicht nach Nordosten ab, führte dann weiter nach Osten, bevor die Strecke nach Norden abbiegt. Der Crum Creek wurde auf einer Trestle-Brücke überwunden. Unmittelbar danach befand sich der Haltepunkt Ingham Mills.
Die Strecke führte dann weiter nach Norden um den Ransom Creek ebenfalls auf einer Trestle-Brücke zu überwinden. Diese größte Brücke der Strecke war aus Holz und Eisen konstruiert. Nach einem Höhe gewinnenden Bogen um den Ort Dolgeville wird dessen Personen- und Frachtbahnhof erreicht. In Dolgeville wurden außerdem zeitweise Haltestellen an der S. Main Street, der Ransom Street und am High Falls Park eingerichtet.
Die spätere Weiterführung der Strecke führte nach Norden nach Salisbury Center. Am westlichen Ortsausgang dieser Siedlung wurde als Wendemöglichkeit ein Gleisdreieck errichtet. Hier mündete von Nordwesten die Waldbahn der „Jerseyfield Lumber Company“ ein. Diese Gesellschaft betrieb von 1910 bis 1925 ein normalspuriges Streckennetz, dass bis zum Jerseyfield Lake reichte.
Nach Nordosten führte das Streckengleis noch bis zur Eisenerz-Mine in Irondale.

## Betrieb
Ursprünglich setzte die Little Falls and Dolgeville Railroad eigene Lokomotiven ein. Nach der Übernahme durch die New York Central Railroad wurden dann Lokomotiven dieser Gesellschaft auf die Strecke umgesetzt.
Der Betrieb beschränkte sich in den 1940er Jahren auf einen Güterzug der vormittags nach Salisbury Center fuhr und nachmittags nach Little Falls zurückkehrte. Später wurde die Strecke nur bei Bedarf befahren. Dabei hatten entsprechend dem Zugsicherungssystem Timetable and Train Order die nach Little Falls fahrenden Züge den Vorrang.
Die Geschwindigkeit auf der Strecke war 1940 auf 17 Meilen pro Stunde (27,4 km/h) und 1951 auf 10 Meilen/h (16,1 km/h) festgesetzt. Über die Trestle-Brücken war die Geschwindigkeit auf 10 Meilen/h festgelegt.
Das Maximalgewicht für Güterwagen war auf 120.000 Pfund (54,431 Tonnen) festgelegt. In Ausnahmefällen konnte das Gewicht auch 130.000 Pfund (58,967 t) betragen.
Die Möglichkeit zur Wasserversorgung bestanden in Little Falls und in Dolgeville. Die Wasserstation in Dolgeville wurde in den 1940er Jahren abgebaut.
Der letzte Zug wurde von der Diesellokomotive ALCO S-1 Nr. 847 befördert.